# 순무 (관직)
순무(巡撫)는 명나라와 청나라 시기의 관직이다. 순무는 "천하를 순행하며 군민을 위로하고 다스린다(巡行天下, 撫治軍民)"는 의미이다. 처음에 명 태조 주원장이 1391년, 의문 태자(태자 주표)를 파견하여 섬서를 순무하게 한 것에서 처음 등장하였다. 영락제 시기인 1421년 조정의 신하 26명을 파견하여 지방을 순시하게 했는데 이때부터 순무 제도가 생겨났다. 선덕제 시기, 1430년에 각 성에 순무를 두고 상주하게 하자 점차 제도로 정착하였다. 명나라 시기 순무는 6부의 시랑 직을 겸하였으며 1453년 이후부터는 도찰원의 정관 직함을 겸하기 시작하였다.
명대 말기에는 1성(省) 혹은 그 일부를 관할하는 지방관으로서 20명을 넘었다. 명나라의 순무는 중앙에서 파견한 관리로, 본질적으로 중앙관리이다. 목적은 각 성과 각 군진 및 성 내 삼사 사이의 관계를 조화시키고 직권을 통일시켜서 서로 예속하지 못하도록 하고 수평관계의 삼사 사이에 운영이 원활하지 못한 것을 방지하기 위한 것이다.
청나라 때는 명나라때의 제도를 답습하였으나 몇 가지 차이가 있다. 먼저 명나라 시기와는 달리 청나라의 순무는 중앙관리가 아니라 총독을 보좌하는 지방장관직이 되었다. 순무는 포정사, 안찰사, 도지휘사의 상위 관직이 되었으며 대부분 1개 성(省)에 해당하는 지역을 총괄하게 되었다. 명나라 시기에는 순무의 총괄 범위가 1개 성을 넘어서거나 미치지 못하는 경우도 있었다.